# Emma Hunt
Emma Hunt, née le 1er avril 2003, est une grimpeuse américaine, spécialiste de l’escalade de vitesse.

## Biographie
Hunt est originaire de Woodstock, en Géorgie, où elle découvre l’escalade à l’âge de 5 ans en accompagnant son père. Elle commence la compétition à 8 ans et l’escalade de vitesse en 2017. En 2019, elle remporte le championnat des États-Unis en vitesse.
En 2021, Emma Hunt participe à deux étapes de coupes du monde, et finit 2e à Salt Lake City.
En 2022, elle s’impose en finale des Jeux mondiaux, à domicile. Lors de l’étape d’Édimbourg de la coupe du monde, elle bat à plusieurs reprises son propre record des États-Unis, avec 7,02 s en qualifications, et successivement 6,88 s et 6,84 s en phase finale ; Hunt finit 3e.

## Palmarès

### Championnats du monde
- 2023
  -  Médaille d’argent en vitesse

### Coupe du monde
- 2021
  -  Médaille d’argent en vitesse à l’étape de Salt Lake City

- 2022
  -  Médaille d’argent en vitesse à l’étape de Séoul
  -  Médaille de bronze en vitesse à l’étape d’Édimbourg

### Jeux mondiaux
- 2022 à Birmingham (Alabama)  États-Unis
  -  Médaille d'or en vitesse